# Лучевников, Константин Владимирович
Константи́н Влади́мирович Луче́вников (род. 12 июля 1995 года, Челябинск, Россия) — российский хоккеист, защитник клуба «Ак Барс», выступающего в КХЛ.

## Игровая карьера
С 2012 по 2016 год Лучевников играл за МХК «Мечел» из МХЛ-Б. 
В 2016 году начал выступление за казанский клуб «Барс» из ВХЛ. 
В 2020 году в составе «Ак Барса» дебютировал в КХЛ.
18 ноября 2023 года заключил новый двухлетний двухсторонний контракт с «Ак Барсом».
В декабре 2024 года подписал двухлетний односторонний контракт .

## Достижения
- Серебряный призёр чемпионата России: 2023